# Amsterdam bij nacht (1924)
Amsterdam bij nacht is een Nederlandse stomme film uit 1924 onder regie van Theo Frenkel sr.. De film is gebaseerd op het toneelstuk Ronde Ka uit 1922 van Herman Bouber.

## Verhaal
Stien is een patiënte van lichte zeden die behandeld wordt door dokter Van Manen. Hij wordt smoorverliefd op het meisje, maar weet niet dat zij verantwoordelijk is voor de dood van zijn broer. Ook zeeman Barend heeft een oogje op haar. Hij woont bij zijn zus en staat symbool voor alles wat Stien niet wil in haar leven. Dokter Van Manen zal binnenkort verloven met Henriëtte, een meisje uit de hogere klasse. Desondanks flirt hij steeds vaker met Stien en krijgt hij een verhouding met haar. Als hij erachter komt dat ze betrokken was bij de dood van zijn broer, verbreekt hij het contact. Later krijgt hij te horen dat ze stervende is en wil hij haar vergeven. Hij begint een race tegen de klok om haar te vinden, maar arriveert te laat bij haar thuis.

## Rolbezetting
| Acteur                  | Personage               |
| ----------------------- | ----------------------- |
| Kitty Kluppell          | Stien                   |
| Willem van der Veer     | Zeeman Barend           |
| Carl Veerhoff           | Dokter Gerard van Manen |
| Mientje Kling           | Henriëtte               |
| Agnès Marou             | Barends vrouw           |
| Jean Janssens           | Louis                   |
| Piet Köhler             | Bram, de koopman        |
| Adrienne Solser         | Brams vrouw             |
| Piet Fuchs              | Grootvader              |
| Jack Hamel              | Huisschilder            |
| Coen Hissink            | Kroegbaas               |
| Hans Bruening           | Dominee                 |
| Nico de Jong            | Huisvriend              |
| Louis Davids            | Danser                  |
| Heintje Davids          | Danseres                |
| Margot Laurentius-Jonas |                         |
| Christiaan Laurentius   |                         |
| Julie Roos              |                         |
| Ceesje Speenhoff        |                         |

## Achtergrond
Het begin van de film werd opgenomen als documentaire. Louis en Heintje Davids maakten een speciaal gastoptreden als een danspaar en tonen hun zogeheten 'Zeedijkdans'. De film werd beschikt bevonden voor '18 jaar en ouder', omdat er scènes uit het kroeg- en nachtleven in voorkomen en het verhaal deels gaat over een ongehuwde vrouw die moeder wordt. De pers reageerde enthousiast en sprak vooral laaiend over de destijds beroemde cast.